# Pieza flavitibia
Pieza flavitibia (лат.) — вид короткоусых двукрылых насекомых рода Pieza из семейства Mythicomyiidae.

## Распространение
Венесуэла.

## Описание
Мелкие мухи с длиной около 1 мм (0,82 — 1,05). Основная окраска коричневая и чёрная с жёлтыми отметинами. Голова чёрная, около оцеллий жёлтая. Усики чёрные. Жёлтая окраска голеней отличается от буровато-чёрных остальных частей ног.
Первая субмаргинальная ячейка крыла закрытая и треугольная, усиковый стилус, размещён субапикально на втором флагелломере. Мезонотум сплющен дорзально. Глаза дихоптические. Вид был впервые описан в 2002 году американским диптерологом Нилом Эвенхусом (Center for Research in Entomology, Bishop Museum, Гонолулу, Гавайи, США). Видовое название дано по жёлтой окраске голеней и происходит от латинских слов «flavus» + «tibia» (жёлтые голени).